# 전문 자격증
전문 자격증(professional certification) 또는 전문 직함(professional designation) 또는 무역 인증(trade certification) 또는 전문 인증은 개인이 직업이나 업무를 수행하기 위한 자격을 보장하기 위해 취득한 명칭이다. 이름뒤 호칭을 사용하는 모든 자격증이 교육 성취를 인정하거나 공익을 보호하기 위해 임명된 기관인 것은 아니다.

## 개요
인증은 특정 산업이나 직업에 대한 개인의 지식이나 숙련도 수준을 제3자가 증명하는 것이다. 이는 전문 학회, 대학 등 해당 분야의 당국이나 민간 인증서 발급 기관에서 부여한다. 대부분의 인증은 시간 제한이 있다. 일부는 일정 기간(예: 사용을 위해 인증이 필요한 제품의 수명)이 지나면 만료되는 반면, 다른 일부는 특정 요구 사항이 충족되는 한 무기한 갱신될 수 있다. 갱신을 위해서는 일반적으로 승인된 전문 개발 과정에서 지정된 수의 지속적인 교육 학점(CEC) 또는 지속적인 교육 단위(CEU)를 획득하여 현장 발전에 대한 최신 상태를 유지하기 위한 지속적인 교육이 필요하다.
많은 인증 프로그램은 업계 표준을 높이는 데 관심이 있는 전문 협회, 무역 조직 또는 민간 공급업체와 제휴되어 있다. 인증 프로그램은 전문 협회에 의해 만들어지거나 승인되는 경우가 많지만 일반적으로 회원 조직과는 완전히 독립적이다. 인증은 항공, 건설, 기술, 환경 및 기타 산업 분야뿐만 아니라 의료, 비즈니스, 부동산, 금융 등의 분야에서 매우 일반적이다.
필립 반하트(Phillip Barnhart)의 "The Guide to National Professional Certification Programs"(1997)에 따르면 "인증은 특정 직무에 대한 한 회사의 정의에 의존하지 않기 때문에 이식성이 있다." 그리고 잠재적 고용주에게 "공평한 제3자 인증"을 제공한다. 개인의 전문적 지식과 경험"이다.
인증은 전문 인증과 다르다. 미국에서는 일반적으로 면허증이 주정부 기관에서 발급되는 반면, 자격증은 일반적으로 전문 협회나 교육 기관에서 발급된다. 일부 분야에서는 인증서 취득이 자발적이지만, 다른 분야에서는 특정 업무나 작업을 수행하기 위해 정부 공인 기관의 인증이 법적으로 필요할 수 있다. 다른 국가에서는 일반적으로 전문 학회나 대학에서 라이센스를 부여하고 약 3~5년 후에 인증서를 요구하며 그 이후에도 계속된다. 인증을 위한 평가 프로세스는 면허보다 더 포괄적일 수 있지만 때로는 법적 지위 측면에서 차이가 있음에도 불구하고 평가 프로세스가 매우 유사하거나 심지어 동일할 수도 있다.

## 같이 보기
- 교육 인플레이션
- en:Professional certification (business)